# Middlesex (Belize)
Middlesex ist ein Ort im Stann Creek District von Belize. 2010 hatte der Ort 221 Einwohner (2023: 341).

## Geographie
Der Ort liegt in den Maya Mountains am North Branch des North Stann Creek. Im Norden erstreckt sich das Manatee Forest Reserve, im Osten der Billy-Barquedier-Nationalpark, im Süden das Sittee River Forest Reserve und im Westen das Sibun Forest Reserve.
Die nächstgelegenen Orte sind Valley Community und Steadfast Community im Südosten und Hummingbird Community und Santa Martha im Nordwesten. Nach Norden und Süden erstreckt sich unberührter Regenwald.

## Wirtschaft und Infrastruktur
Middlesex liegt im oberen Teil des Stann Creek Valley.

### Verkehr
Der Ort liegt am Hummingbird Highway, der im Nordwesten über Armenia nach Belmopan zum George Price Highway führt und im Südosten nach Dangriga.
Von 1908 bis 1937 gab es die Stann Creek Railway, eine Bahnlinie, die von Dangriga bis Middlesex führte.

### Bildung
Im Ort gibt es eine katholische Grundschule.